# Román Peña
Román Ernesto Peña (* 7. September 1920 in Baní; † 28. Mai 2003) war ein dominikanischer Komponist, Geiger und Gitarrist.
Peña studierte Geige bei Willy Kleimberg, Guillermo Jiménez und Emil Friedman sowie Harmonielehre und Komposition bei Juan Francisco García und Manuel Simó. Er war siebzehn Jahre lang Geiger im Orquesta Sinfónica Nacional de la República Dominicana.
Danach widmete er sich dem Studium des klassischen Gitarrespiels und gründete die Amantes de la Guitarra Dr. Ramón Guerrero, eine Gruppe, die sich dem Unterricht und der Aufführung klassischer Gitarrenwerke in Rundfunk und Fernsehen widmete.
Peña komponierte Stücke für Gitarre solo sowie zwei Konzerte für Gitarre und Orchester, das Concierto dominicano und das Concierto Peravia. Die Plattenfirma Master Musicians Collective Boston produzierte 1998 eine CD mit den beiden Gitarrenkonzerten und zehn Stücken für Gitarre solo. Die Konzerte wurden vom Orchester der Polnischen Nationalphilharmonie unter Leitung von Carlos Piantini und dem kubanischen Gitarristen Rubén González Ávila aufgenommen.